# Jonni Myyrä
Joonas "Jonni" Myyrä (Savitaipale, Província de Viipuri, Gran Ducat de Finlàndia, 13 de juliol de 1892 – San Francisco, Califòrnia, 22 de gener de 1955) va ser un atleta finlandès, especialista en el llançament de javelina, que va competir a començaments del segle xx.
El 1912 va prendre part en els Jocs Olímpics d'Estocolm, on fou vuitè en la prova del llançament de javelina del programa d'atletisme.
El 1917 i 1918 guanyà el títol nacional de javelina. El 1919 va establir el rècord del món de javelina amb un llançament de 66,10 m, rècord que fou vigent fins a 1924. Posteriorment millorà aquesta marca fins a deixar-la en 68,55 metres, però les marques no foren ratificades.
El 1920, un cop finalitzada la Primera Guerra Mundial, va prendre part en els Jocs d'Anvers, on disputà tres proves del programa d'atletisme. Guanyà la medalla d'or en la prova del llançament de javelina, per davant de Urho Peltonen. Durant la disputa de la prova fou colpejat per la javelina llançada per James Lincoln, però va poder continuar competint. Fou dotzè en el llançament de disc i abandonà en el pentatló. El 1924 disputà els seus darrers Jocs, amb una nova victòria en la prova del llançament de javelina. Després dels Jocs va fugir als Estats Units per problemes financers que va tenir a Finlàndia. Mai va tornar al seu país d'origen i va morir a San Francisco el 1955.

## Millors marques
- Llançament de javelina. 68,55 m (1925)
- Llançament de disc. 44,57 m (1926).[1][2]